# Koninklijke Nederlandse Textiel-Unie
De Koninklijke Nederlandse Textiel-Unie (KNTU) is een samenwerkingsverband van een aantal Nederlandse spinnerijen en weverijen dat bestond van 1962 tot 1973.

## Geschiedenis
Reeds in de jaren vijftig van de 20e eeuw werkten een aantal spinnerijen samen in de Stichting Onderlinge Research (SOR), en ook werd er een kartel gevormd, de Garencentrale.
Ook bestond er een weversvereniging', die tegenwicht trachtte te bieden tegen de samenwerking van hun toeleveranciers, de spinnerijen. Door de op handen zijnde Europese integratie verwachtte men toenemende concurrentie, die de (voornamelijk uit middelgrote familiebedrijven bestaande) Nederlandse textielindustrie tot samenwerking noopte. Geleidelijk aan won het denkbeeld veld om niet een afzonderlijke spinnerijgroep en weverijgroep op te richten, maar een geïntegreerd textielbedrijf dat zowel spinnerijen als weverijen omvatte. Als voorbeeld werd het in 1957 gevormde Koninklijke Nijverdal-Ten Cate (KNTC) gezien.
In 1962 werd een groep van acht familiebedrijven gevormd, en wel:
- Katoenspinnerij Bamshoeve te Enschede
- Koninklijke Nederlandsche Katoenspinnerij (KNKS) te Hengelo
- Tilburgsche Katoenspinnerij (KNS) te Tilburg
- Spinnerij Oosterveld te Enschede
- Twijnerij en vlechterij J. Wellink te Oldenzaal
- Weverij J.F. Scholten & Zn. te Enschede
- Koninklijke Textielfabrieken Jordaan-ter Weeme te Haaksbergen en Neede
- Koninklijke Oldenzaalse Stoomweverij v/h J.H. Molkenboer jr. te Oldenzaal

In totaal werkten hier 6.300 mensen.
In 1965 werd de groep uitgebreid tot 11 deelnemers. De volgende bedrijven kwamen erbij:
- Spinnerij Roombeek te Enschede
- N.J. Menko te Enschede
- F.E. Hardick Zijdeweverij te Haaksbergen

In 1966 werd de groep uitgebreid tot 15 deelnemers. De volgende bedrijven kwamen erbij:
- D.J. ten Hoopen & Zn. te Haaksbergen
- BEHTI te Eindhoven
- Textielfabriek Holland te Enschede
- Jerseyfabrieken Kerssemakers te Beek en Donk

In 1966 werkten bij de KNTU in totaal 8.000 mensen en vertegenwoordigde de KNTU 27% van de Nederlandse productiecapaciteit aan garens.
Winst heeft de KNTU enkel in 1964 gemaakt. Alle andere jaren waren verliesgevend. Het personeelsbestand daalde dramatisch, van 7.850 in 1966 tot 4.850 in 1970. In 1973 ging de KNTU failliet.

## Bron
- H.J. Hesselink, Strategische besluitvorming in een neergaande bedrijfstak, Eburon Uitgeverij, 2010